# Anablepia angusta
Anablepia angusta är en insektsart som beskrevs av Boris Petrovich Uvarov 1953. Anablepia angusta ingår i släktet Anablepia och familjen gräshoppor. Inga underarter finns listade i Catalogue of Life.